# Santa María del Alcor
Santa María del Alcor, es una imagen mariana venerada en la localidad de El Viso del Alcor. En honor a ella se celebran en septiembre las conocidas fiestas patronales de El Viso del Alcor, que culminan con una de las mayores romerías de Andalucía. Las fiestas en honor de Santa María del Alcor se han convertido en unas de las más populares de la provincia de Sevilla, congregando cada año a miles de personas en los distintos días de fiesta, especialmente el día de la Virgen (12 de septiembre) y el día de su romería. 

Es común que tanto a la Santísima Virgen como a las mujeres que llevan su nombre se las conozca con el pseudónimo de «Alcora», versión más familiar del nombre María del Alcor.

## Historia

### Origen de la devoción
Para encontrar los orígenes de la devoción de El Viso hacia la Santísima Virgen bajo la advocación de Santa María del Alcor hay que remontarse hasta el siglo XIII, fecha de la reconquista de este pueblo por el rey santo Fernando III. Como consecuencia de la conquista de ciudades y reinos musulmanes comienzan a proliferar en las zonas, distintas instituciones cristianas de carácter religioso, entre los cuales nos interesa destacar los franciscanos.
En 1270 ya hay constancia de la existencia de una fundación franciscana ubicada en el eremitorio de Santa María del Alcor. Dicho eremitorio se hallaba en el lugar donde hoy se encuentra la Parroquia de Santa María del Alcor en El Viso del Alcor, de manera que conocemos que por éstas fechas ya se veneraba a la Virgen en la advocación del Alcor en este lugar.
La explicación más lógica a la advocación de Santa María del Alcor es la de la toponimia del lugar. A la denominación de El Viso (Visu o Visus en época romana) se añadió en tiempo árabe "Alcor" como referencia al lugar en el que la localidad se encuentra situada.En el siglo XIII, tras la reconquista cristiana por parte del rey santo Fernando III, comienzan a surgir diferentes advocaciones de la Virgen María en las tierras reconquistadas, especialmente en Sevilla. En ese contexto aparece la devoción a la Santísima Virgen en su advocación del Alcor, en clara referencia a la toponimia del lugar en el que surgió, y no sólo en lo que hoy conocemos como El Viso, sino también en las demás poblaciones de Los Alcores como Mairena del Alcor (donde la parroquia mayor llevó el título de "Santa María del Alcor" hasta tiempo reciente) o Carmona. Esta es la explicación más plausible que podemos dar a la advocación, que no sigue los cánones de otras devociones sevillanas que hacen referencia a acontecimientos de tipo histórico -como el "Váleme, Señora" del rey San Fernando antes de conquistar Sevilla que dio lugar a la advocación de la virgen de Valme- o bien otras advocaciones que surgen asociadas a apariciones de la Virgen, como en Constantina con la Virgen del Robledo o Cazalla de la Sierra con la Virgen del Monte, e incluso con la Virgen del Rocío.

### La antigua imagen de Santa María del Alcor
La imagen anterior de Santa María del Alcor, era una bellísima talla de unos 55 centímetros de altura, de autor anónimo. Representaba a la Santísima Virgen sentada sobre un sobrio sillón en caoba, sosteniendo al Divino Niño en la rodilla izquierda, buscando el Infante, el pecho de la augusta madre, con su mano derecha. La imagen era de talla completa, vistiendo la Señora túnica y manto sin el fiador o cordelier, que cruzaba por encima del pecho, también tenía una sobre túnica que se ajustaba al busto, con amplio escote. 
El Niño llevaba en su mano izquierda la bola del mundo, y la Señora el cetro, señal de realeza, sobre su cabeza portaba corona, mientras que el Divino Niño llevaba potencias.
La señora reposaba un pie sobre un cojín, y la media luna lucía a sus plantas. 

### La imagen actual
Después de los sucesos acaecidos en El Viso en la madrugada del 21 al 22 de julio de 1936, en la que la parroquia fue saqueada, quemando la mayoría de sus imágenes, un grupo de visueños, encabezados por el gran benefactor e hijo predilecto de esta villa D. José Blanco Benítez, se lanzan a la tarea de restaurar y organizar de nuevo el templo parroquial e incluso de crear la plaza contigua al mismo. Estos hombres piden el 28 de febrero de 1937 al Excmo. Ayuntamiento que costease una nueva imagen de la patrona de la localidad, Santa María del Alcor. Esta proposición estaba inspirada en la idea de que la patrona debía ser costeada por la totalidad del pueblo. El Ayuntamiento acordó en sesión plenaria costear la nueva imagen, quedando designado para la realización de esta, el escultor Manuel Cerquera Becerra. La imagen sería de talla, hecha de pino de Flandes, dorada y policromada. La imagen de Nuestra Señora del Alcor quedó terminada en el plazo fijado y fue trasladada a El Viso el 22 de agosto de 1939, cuando los visueños pudieron comprobar que se trataba de una bellísima imagen de 1,39 metros de altura y 0,84 metros de fondo.
La Señora aparecía candorosamente sentada en su trono, representando iconográficamente a una Reina que nos presenta a su hijo como Rey del universo. Luce traje en tonos áureos de estilizada estampación floral y manto de color verdoso, sobre oro bruñido y esgrafiado con formas vegetales y ancha fimbra que lo bordea. Los pliegues del vestido se ciñen a la cintura con un cordón e imprimen cierta simetría y frontalidad. Esta elegante pose queda subrayada con el manto cuyas sinuosas líneas dulcifican los volúmenes de derecha a izquierda sobre la falda. Destaca el detalle del pie izquierdo de María que reposa sobre un cojín imprimiendo a la composición una acertada ruptura de la frontalidad.
El Niño, en un bonito escorzo, está sentado sobre la parte izquierda del regazo materno. Viste túnica color Jacinto decorada con estofados en oro, porta en su mano izquierda la bola del mundo mientras bendice a la griega con la diestra sobre el pecho de la Virgen. Para lograr realismo, la imagen del Niño apoya las piernas entreabiertas hacia la derecha.
La Virgen luce manto textil de diversos colores, cambiando según la liturgia.

## Fiestas en honor de Santa María del Alcor

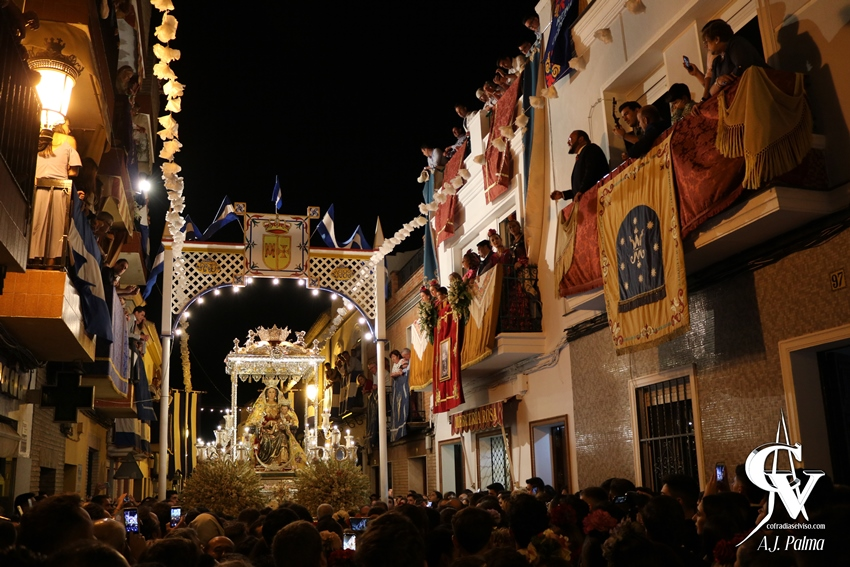
Procesión

Las fiestas patronales de El Viso del Alcor se celebran a lo largo de todo el mes de septiembre, comenzando el último sábado de agosto con la misa sabatina y besamanos de la Virgen y culminando de manera inigualable con la romería. Durante todo este tiempo, las casas de la totalidad del municipio, independientemente de su ubicación en zonas céntricas o periferias, permanecen engalanadas con colgaduras "azul patrona", nombre con el que se conoce al "azul prusia" en el municipio, dejando entrever el gran arraigo que las fiestas tienen entre los vecinos.

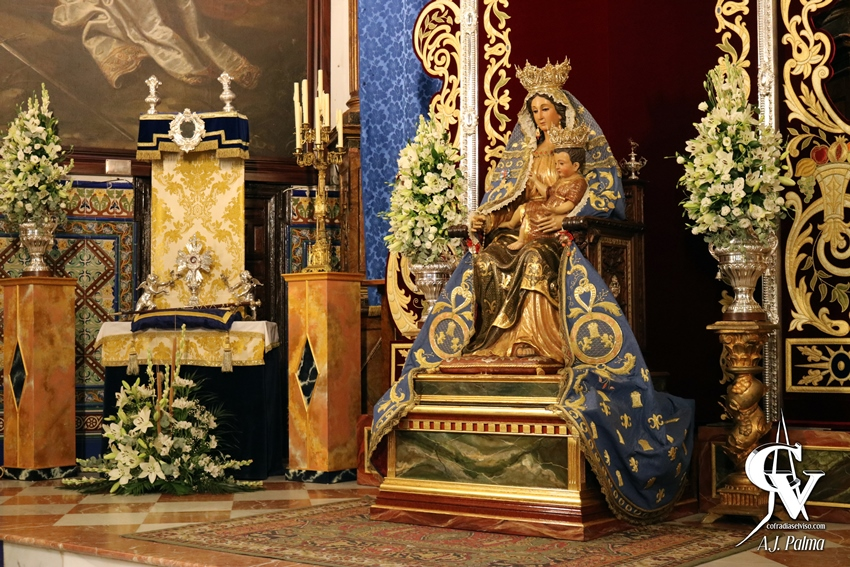
Besamanos

### Presentación de los niños
A finales de los años 70, el sacerdote visueño don Nicasio Jiménez tuvo la feliz idea de organizar y anunciar que la Virgen esperaba a todos los recién nacidos para acogerlos en su bendito regazo y rogar por ellos. La idea fue acogida con gran entusiasmo por las madres visueñas, de tal modo que pronto el acto tomó carácter dentro de la hermandad. Dicho acto se celebraba el 8 de septiembre, día de la natividad de la Virgen.
Actualmente la presentación de los niños se celebra el último domingo de agosto y ha alcanzado unos niveles de participación multitudinarios, llegando niños de todos los rincones de la comarca, incluso de la provincia, lo que hace que el acto dure hasta altas horas de la noche.

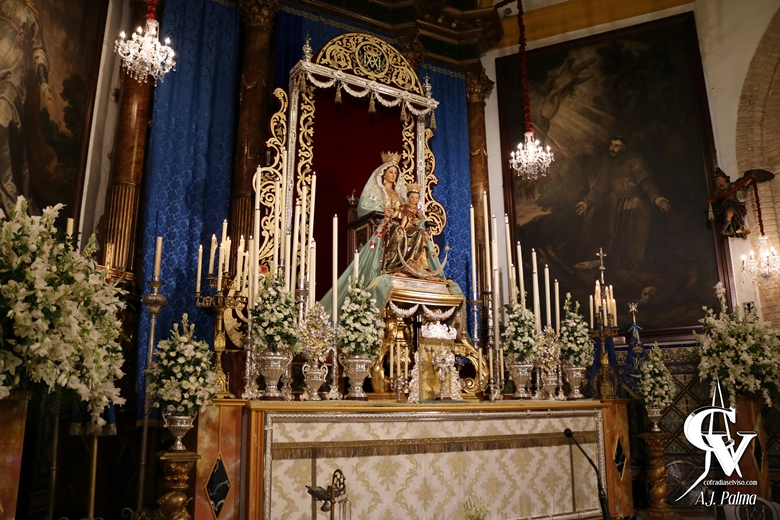
Novena en honor a la Reina de los Alcores

### Novenas
Los cultos en honor de la Reina de Los Alcores consisten en una serie de Novenas que se celebran a partir del día 2 de septiembre y culminan el 10. Se llevan a cabo 3 celebraciones litúrgicas al día: misa matutina, novena de niños y novena vespertina.

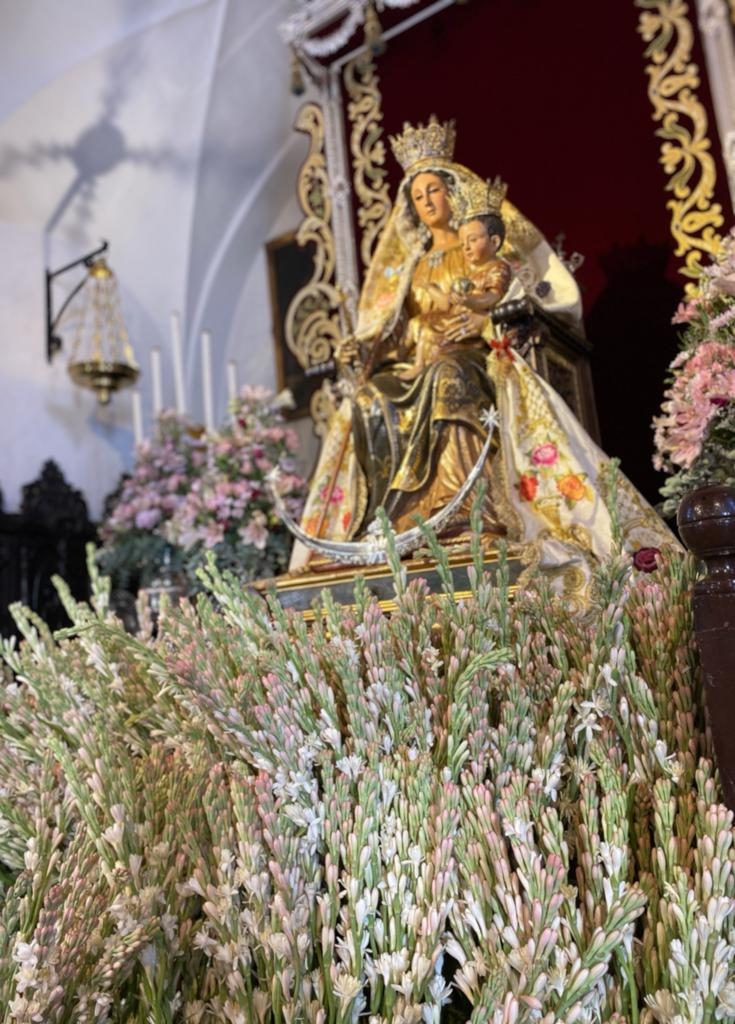

### Ofrenda
El 10 de septiembre se celebra la ofrenda de los nardos que la virgen llevará al día siguiente en su paso cuando salga en procesión por las calles de El Viso del Alcor.
La totalidad de los miles de nardos que la Señora porta en su paso procesional son ofrecidos por los más pequeños devotos, que, tradicionalmente, llevan una vara de nardo por cada miembro de la familia. El olor del pueblo de El Viso en este día anuncia la inminente llegada de su día más grande.

### Rosario y felicitación

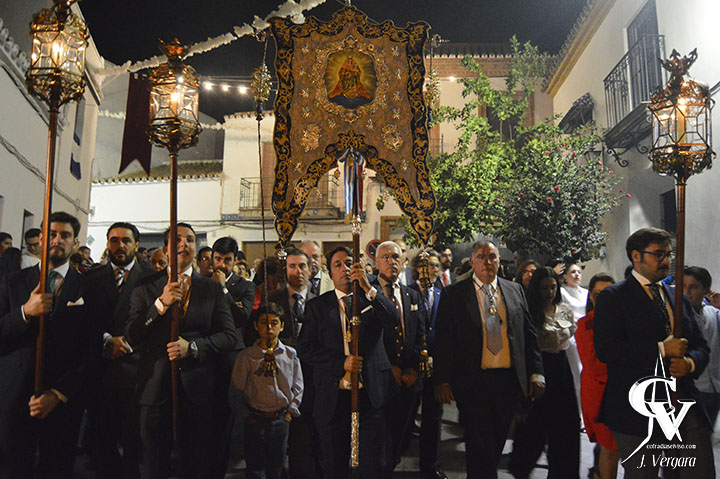
Rosario en las vísperas del 12 de septiembre

En la noche del 11 de septiembre se celebra el Santo Rosario de Víspera, en el que el Simpecado de Santa María del Alcor recorre las calles del centro histórico de El Viso, saliendo de la capilla del Rosario y culminando el rezo en la parroquia de Santa María del Alcor. A la llegada del Simpecao a la Iglesia parroquial, comienza el acto de la felicitación, en el que la persona designada felicita cara a cara y a modo de pregón a la Santísima Virgen por su día.

### Chocolate y potaje
Los visueños celebran el día de la Virgen desde que empieza hasta que acaba. De esta forma, durante la noche del día 11 de septiembre, los vecinos se congregan en las calles para cenar a las puertas de sus casas y posteriormente tomar el tradicional chocolate, acompañado de los conocidos dulces de El Viso. 
De igual modo, el mismo día 12 de septiembre, llenan las calles de fiesta almorzando en ellas. Para este día, el plato típico es el potaje de garbanzos.
Cualquier foráneo que llegue a la localidad en este día, sabrá que el pueblo vive su día grande desde el momento que entre en él, y se sentirá como en casa, pues la amistosa personalidad de los vecinos hace que los turistas se sienten a las mesas a compartir su día con ellos.

### La procesión

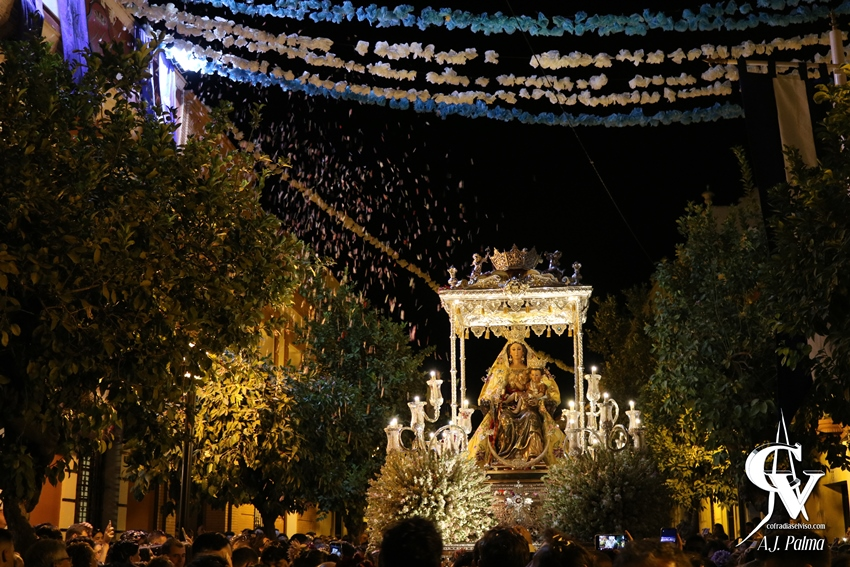

La multitudinaria procesión de Santa María del Alcor convoca cada año a miles de personas que acuden a El Viso a contemplar tan importante manifestación de fe. A medida que el paso de la Señora avanza por las calles de su pueblo, se van sucediendo los vivas a la Virgen, los cantes, rezos y las tradicionales petaladas de buganvilla, claveles y rosas, que se producen en cualquier balcón o azotea.
Es curioso el hecho de que las mujeres acuden a la procesión vestidas con el traje tradicional de flamenca o gitana, lo que llena de alegría y colorido las calles.

### La romería

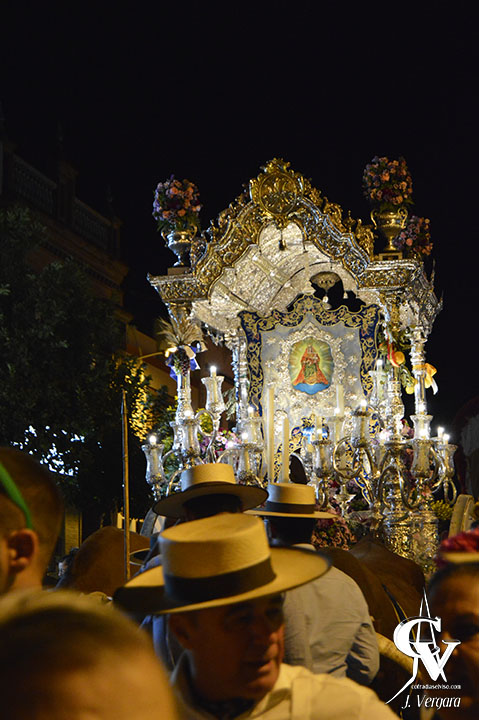

La romería de Santa María del Alcor se celebra el domingo siguiente al 12 de septiembre. Conmemora cada año a miles de romeros en torno a la imagen de la Virgen en su Simpecado, el cual es trasladado en carreta de plata (que fuera la primera que tuvo la Hermandad del Rocío de SEVILLA-El Salvador desde 1952, obra del orfebre Seco) desde la iglesia parroquial de El Viso del Alcor hasta la ermita de Santa María del Alcor, ubicada junto al molino de San Miguel, en el paraje natural conocido como "Los Molinos de Alcaudete".
Los miles de romeros a pie, cientos de jinetes y decenas de carretas de bueyes que participan en el cortejo han hecho de esta celebración una de las romerías más importantes de Andalucía, a la que llegan visitantes de todas las partes del mundo.